# Dräger AG
Drägerwerk AG este o companie germană cu sediul în Lübeck, care a fost fondată în anul 1889 de către Heinrich Dräger și Carl Adolf Gerling , numindu-se Dräger & Gerling, rămânând până în prezent o afacere de familie.
Drägerwerk AG se remarcă printr-o gamă foarte largă de echipamente pentru diverse domenii : chimie, medicină, petrochimie, industrie ușoară, minerit, industrie energetică, industrie navală, ape reziduale, metalurgie etc.
Drägerwerk Ag este alcătuită din Dräger Medical AG & Co. KG și Dräger Safety AG & Co. KgaA
- Dräger Medical AG & Co. KG produce echipamente medicale. Este cea mai mare divizie a Drägerwerk AG, are peste 6.000 de angajați fiind un joint venture 75% Drägerwerk AG și 25% Siemens AG.
- Dräger Safety AG & Co. KgaA are 3.600 de angajați și reprezintă de peste 100 ani, un nume de referință în domeniul securității vieții, fiind renumit în peste 100 de țări nu numai pentru echipamente de tehnica securității muncii, ci și pentru cea medicală, spațială sau de scufundare.

Dräger Safety AG & Co. KGaA  are o experiență îndelungată, în special în domeniul managementului de gaze, (control al debitului, monitorizare și măsurare gaze). 

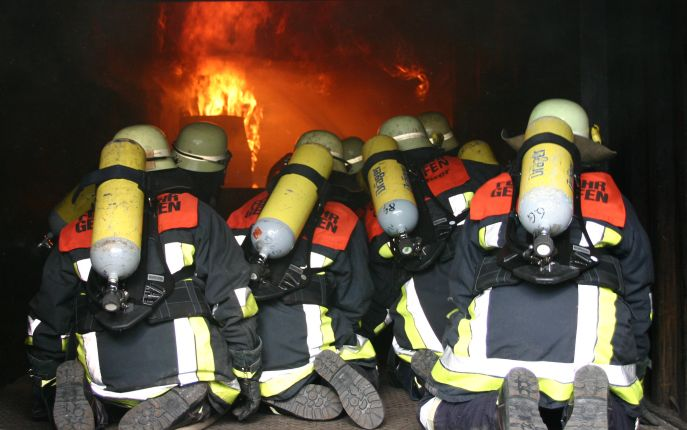
Pompieri echipaţi cu aparate de respirat Dräger

Gama  de produse include echipamente de protecție respiratorie pentru pompieri, mineri și alt personal industrial, precum și gamă completă de filtre de aer pentru sisteme de alimentare cu aer, portabile și fixe, de detectare a gazelor și sisteme de avertizare, dispozitive on-site sau de laborator pentru analize de contaminanți, precum și instrumente pentru determinarea concentrației de alcool din respirație.

Produsele Dräger Safety AG & Co. KGaA sunt concepute și fabricate în unități proprii de cercetare și producție iar calitatea întregului proces este certificată ISO 9001. 

Principalii clienții includ spitale, departamentele de pompieri, precum și firmele de scufundare.
Dräger Safety AG & Co. KGaA este prezentă în România prin filialele Dräger Safety Romania S.R.L. din București și Sibiu.

## Istoric

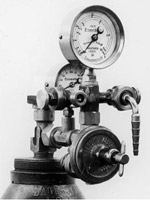
Primul patent Dräger: supapa Lübeck

- 1889: primul patent Dräger: supapa Lübeck – reducerea controlată a presiunii dioxidului de carbon dintr-un rezervor sub presiune ridicată pentru îmbuteliat bere
- 1899: Manometrul – pentru măsurarea presiunii din rezervoarele cu oxigen și mașina de hidrogen-oxigen
- 1900: aparat de respirat cu oxigen pentru zboruri la mare altitudine
- 1902: aparat de respirat pentru securitate minieră, aparatul Roth-Dräger pentru anestezie
- 1904: crearea primului aparat respirator de protecție pentru mineri
- 1905: senzor pentru detectarea bioxidului de carbon, sistem de purificare a aerului din submarine
- 1907: Pulmotor, primul aparat capabil să producă respirație artificială prin pompare de oxigen sau aer, cartuș cu calce sodată pentru purificarea aerului, recirculator pentru salvare de pe submarine
- 1909: aparat pentru respirare de oxigen la mare altitudine în timpul zborului cu balonul
- 1924: aparatul de respirație cu circuit închis BG 1924 pentru mineri
- 1931: Auguste Piccard ajunge cu un balon la înălțimea de 15.781 m - folosind pentru respirație un aparat de respirat pe bază de oxigen lichid produs de Drägerwerk AG
- 1937: tuburile Dräger[nefuncțională]
 pentru analizarea gazelor
- 1953: tuburile alcooltest[nefuncțională]
 de testare a alcoolemiei din respirație
- 2003: joint venture cu Siemens AG[1]
- 2004: Achiziționarea companiei Air-Shields[2]

## Echipament de scufundare

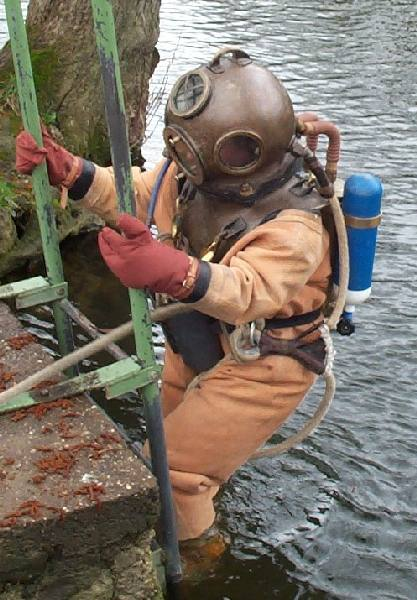
Dräger DM40

- 1903: cheson de scufundare până la adâncimea de  200 m
- 1907: au fost testate primele aparate de salvare Dräger pentru echipajele din submarinele avariate
- 1913: echipament greu de scufundare fără cablu ombilical DM20 Arhivat în 29 august 2006, la Wayback Machine. la care alimentarea era realizată de un aparat de respirat sub apă ce amestecă în mod automat azot și oxigen furnizând scafandrului un amestec respirator azot-oxigen (Nitrox) cu 60% oxigen; deschiderea primului laborator de testare hiperbară.
- 1917: aparat autonom de respirat sub apă DM40 Arhivat în 4 septembrie 2013, la Wayback Machine. care recircula amestecul respirator compus din aer comprimat îmbogățit cu oxigen. Aparatul putea fi utilizat până la adâncimea maximă de 40 metri.
- 1926: a fost lansat primul aparat de scufundare cu circuit închis cu oxigen, pentru salvare
- 1953: aparatul militar de scufundare cu oxigen în circuit închis Leutnant Lund II
- 1956: colaborare cu exploratorul Jacques-Yves Cousteau pentru fabricarea detentoarelor de scufundare cu două furtunuri (Delfin II PTG-monobloc) și cu două etaje PA 61/II și Duomat.
- 1969: construirea unui laborator subacvatic la Helgoland, aparatul recirculator de scufundare în circuit semi-închis SMS 1
- 1975: masca facială Panorama Nova Arhivat în 7 martie 2010, la Wayback Machine.; este comercializat aparatul de scufundare pentru operații speciale LAR V. De atunci, aparatul a cunoscut peste 25 de versiuni, fiind cel mai folosit aparat din familia sa la scară mondială, cu peste 8000 de modele vândute, cea mai mare parte în S.U.A
- 1976: este introdusă o variantă modernă a echipamentului greu de scufundare, modelul DM 200, în două tipuri: DM 200/1 și DM 200/2; în prezent, acestea au fost înlocuite cu variante noi ale acelorași aparate și anume aparatele DM 220/1 și respectiv DM 220/2;
- 1984: aparatul CCBS de scufundare la mare adâncime
- 1990: aparatul recirculator de scufundare SMT cu preparare locală a amestecului respirator
- 1993: a fost construit simulatorul hiperbar GUSI, pentru adâncimi de până la 1000 m
- 1994: firma Dräger introduce primul aparat cu circuit semiînchis Atlantis I destinat scufundărilor cu caracter civil, urmat apoi de aparatele Dräger Dolphin și Dräger Ray; este finalizat aparatul de scufundare cu circuit semi-închis cu amestec preparat local, până la 100 m, M100  folosit de scafandri EOD
- 1998: a fost realizat aparatul de scufundare sportivă cu circuit semi-închis Dolphin. Acestea sunt primele aparate de scufundare sportivă pentru comercializarea cărora se impune urmarea unui curs calificat pentru amestecuri supraoxigenate; au apărut aparatele de scufundare autonomă cu nitrox din seria NEPTUN și aparatul de scufundare cu circuit închis și semi-închis LAR VII pentru scufundări militare în ape puțin adânci.[3]